# Пономарёв, Константин Петрович
Константин Петрович Пономарёв (р. 17 октября 1992 года, Миасс, Россия) — российский боксёр-профессионал, выступающий в полусредней весовой категории (до 66,68 кг).

## Биография
Боксом начинает заниматься в 7 лет. Первый тренер — Юрий Фёдорович Кондратьев.

## Профессиональная карьера
На профессиональном ринге дебютировал 17 апреля 2010 года. Одержал победу по очкам.
26 июня 2013 года завоевал вакантный титул чемпиона мира в полусреднем весе по версии WBC среди молодёжи.
20 сентября 2014 года победил бывшего претендента на титул чемпиона мира в полусреднем весе мексиканца Косме Риверу.
11 ноября 2017 года должен был встретиться с мексиканцем Карлосом Окампо в бою за статус обязательного претендента на титул чемпиона мира в полусреднем весе по версии IBF. Команда Пономарёва снялась с боя, так как на нём не смог бы присутствовать тренер россиянина, Абель Санчес. Санчес в этот же день должен был работать в углу Алекса Сауседо. Такая ситуация возникла из-за того, что изначально бой Пономарёв — Окампо планировался на 30 октября.
21 июля 2018 года, в своём 35-м профессиональном бою, раздельным решением судей (счёт: 96-94, 94-97, 94-96) потерпел первое поражение от небитого проспекта — соотечественника Сергея Воробьёва (6-0), в бою за вакантный титул чемпиона России, в 1-м среднем весе.
В 2021 году Константин после двухлетнего перерыва принял решение о возобновлении карьеры боксёра.

## Статистика боёв
В таблице перечислены результаты всех поединков боксёров.
В каждой строке указан результат поединка. Дополнительно номер поединка обозначен цветом, который обозначает итог поединка. Расшифровка обозначений и цветов представлена в нижеследующей таблице.
| Пример | Расшифровка                     |
| ------ | ------------------------------- |
|        | Победа                          |
|        | Ничья                           |
|        | Поражение                       |
|        | Планируемый поединок            |
|        | Поединок признан несостоявшимся |
| КО     | Нокаут                          |
| ТКО    | Технический нокаут              |
| PTS    | Решение судей (по очкам)        |
| UD     | Единогласное решение судей      |
| MD     | Решение большинства судей       |
| SD     | Раздельное решение судей        |
| RTD    | Отказ от продолжения боя        |
| DQ     | Дисквалификация                 |
| NC     | Поединок признан несостоявшимся |

| Бой | Дата             | Соперник                            | Место проведения                                                        | Результат | Примечание |
| --- | ---------------- | ----------------------------------- | ----------------------------------------------------------------------- | --------- | --- |
| 39  | 23 марта 2024    | Вадим Туков (13-0)                  | RCC Boxing Academy, Екатеринбург, Свердловская область, Россия          | RTD6 (10) | Пономарёв в нокдауне в 6-м раунде.. |
| 38  | 16 декабря 2023  | Орхан Гаджиев (14-2-2)              | International Boxing Center Luzhniki, Москва, Россия                    | SD10 (10) | Вакантный титул чемпиона России во 2-м среднем весе. Счёт: 95-94, 94-96, 93-96.                                                                        |
| 37  | 24 декабря 2021  | Чарлан Такам (1-12)                 | EcoTime, Миасс, Челябинская область, Россия                             | TKO2 (6)  | |
| 36  | 9 февраля 2019   | Александр Иванов (16-4-0)           | Galaktika Culture Centre, Эстосадок, Краснодарский край, Россия         | UD10 (10) | Счёт: 93-97, 92-98, 90-100. |
| 35  | 21 июля 2018     | Сергей Воробьёв (6-0-0)             | СК «Олимпийский», Москва, Россия                                        | SD10 (10) | Вакантный титул чемпиона России в 1-м среднем весе. Счёт: 96-94, 94-97, 94-96.                                                                         |
| 34  | 12 мая 2018      | Амброси Сутидзе (11-13-5)           | Арена Рига, Рига, Латвия                                                | UD8 (8)   | Счёт: 78-74 и 80-73, 80-72. |
| 33  | 24 марта 2018    | Павел Мамонтов (12-6-2)             | Баскет-холл, Краснодар, Краснодарский край, Россия                      | UD10 (10) | Вакантный титул чемпиона России в среднем весе. Счёт: 99-91 и 97-93 (дважды).                                                                          |
| 32  | 20 мая 2017      | Эд Паредес (38-6-1)                 | Мэдисон-сквер-гарден, Нью-Йорк, штат Нью-Йорк, США                      | UD8 (8)   | Счёт: 78-74 (все). |
| 31  | 26 ноября 2016   | Сильверио Ортис (35-18)             | The Cosmopolitan of Las Vegas, Лас-Вегас, Невада, США                   | UD8 (8)   | Счёт: 80-72 (все). |
| 30  | 9 апреля 2016    | Брэд Соломон (26-0)                 | MGM Grand Garden Arena, Лас-Вегас, Невада, США                          | SD10 (10) | Титул NABF в полусреднем весе (1-я защита Пономарёва). Счёт: 98-92, 96-94, 94-96.                                                                      |
| 29  | 20 ноября 2015   | Рамсес Агатон (17-2-3)              | The Cosmopolitan of Las Vegas, Chelsea Ballroom, Лас-Вегас, Невада, США | MD8 (8)   | Счёт: 79-73 (дважды) и 76-76. |
| 28  | 1 мая 2015       | Микаэль Зевски (26-0)               | The Cosmopolitan of Las Vegas, Chelsea Ballroom, Лас-Вегас, Невада, США | UD10 (10) | Титул NABF в полусреднем весе (2-я защита Зевски). Счёт: 97-93, 98-92, 99-91.                                                                          |
| 27  | 24 января 2015   | Стив Клаггетт (20-2-1)              | 1stBank Center, Брумфилд, Колорадо, США                                 | UD8 (8)   | Счёт: 78-74 и 77-75 (дважды). |
| 26  | 27 ноября 2014   | Бехзод Набиев (22-8-1)              | Челябинск, Челябинская область, Россия                                  | TKO5 (8)  | |
| 25  | 20 сентября 2014 | Косме Ривера (37-18-3)              | Celebrity Theater, Финикс, Аризона, США                                 | UD10 (10) | Счёт: 98-92 и 100-90 (дважды). |
| 24  | 28 июня 2014     | Хозеф Де лос Сантос (17-12-3)       | CenturyLink Center, Омаха, Небраска, США                                | TKO1 (10) | |
| 23  | 1 февраля 2014   | Рамон де ла Крус Сена (16-9-2)      | ДС «Трактор», Челябинск, Челябинская область, Россия                    | UD10 (10) | Де ла Крус Сена в нокдауне в 5-м раунде. Счёт: 100-90 и 100-89 (дважды).                                                                               |
| 22  | 14 ноября 2013   | Рохелио Кастанеда-младший (26-18-3) | Florentine Gardens, Голливуд, Калифорния, США                           | RTD3 (8)  | |
| 21  | 26 июня 2013     | Исаак Арии (15-5)                   | ДС «Юность», Челябинск, Челябинская область, Россия                     | UD10 (10) | Завоевал вакантный титул WBC Youth World в полусреднем весе. Счёт: 100-92, 100-91, 100-90.                                                             |
| 20  | 15 мая 2013      | Сергей Мелис (20-12)                | Giant Hall, Casino Conti, Санкт-Петербург, Россия                       | UD8 (8)   | |
| 19  | 16 марта 2013    | Фариз Казимов (13-2-1)              | СК «Знамя», Ногинск, Московская область, Россия                         | TKO7 (8)  | |
| 18  | 6 декабря 2012   | Вили Медина (4-5-2)                 | Канкун, Кинтана-Роо, Мексика                                            | RTD6 (8)  | Медина в нокдауне в 5-м раунде. |
| 17  | 13 октября 2012  | Богдан Процишин (7-5)               | / Цхинвал, Грузия/Южная Осетия                                          | RTD5 (8)  | |
| 16  | 24 июля 2012     | Богдан Митич (17-3)                 | Будва, Черногория                                                       | MD10 (10) | Титул WBC Youth Intercontinental в полусреднем весе (3-я защита Пономарёва). Вакантный титул WBC Baltic в полусреднем весе. Счёт: 95-95, 97-93, 98-92. |
| 15  | 31 мая 2012      | Марат Хузеев (19-5-1)               | Уфа-Арена, Уфа, Башкортостан, Россия                                    | UD8 (8)   | Счёт: 79-74, 80-73, 80-72. |
| 14  | 8 апреля 2012    | Вадим Астапук (10-20-1)             | СК «Знамя», Ногинск, Московская область, Россия                         | TKO3 (6)  | |
| 13  | 3 марта 2012     | Луис Алехандро Морено (10-0-5)      | ДС «Трактор», Челябинск, Челябинская область, Россия                    | TKO5 (10) | Титул WBC Youth Intercontinental в полусреднем весе (2-я защита Пономарёва).                                                                           |
| 12  | 26 ноября 2011   | Бека Сутидзе (8-2-1)                | ДС «Трактор», Челябинск, Челябинская область, Россия                    | UD8 (8)   | Титул WBC Youth Intercontinental в полусреднем весе (1-я защита Пономарёва). Счёт: 80-72 и 80-71 (дважды).                                             |
| 11  | 25 сентября 2011 | Сергей Сергеев (2-4)                | ДС «Олимп», Краснодар, Краснодарский край, Россия                       | UD6 (6)   | Счёт: 60-54 и 60-55 (дважды). |
| 10  | 28 мая 2011      | Фёдор Муштранов (4-3)               | Red Square, Москва, Россия                                              | UD8 (8)   | Завоевал вакантный титул WBC Youth Intercontinental в полусреднем весе. Счёт: 78-74 и 79-73 (дважды).                                                  |
| 9   | 20 апреля 2011   | Вячеслав Яковенко (7-14-1)          | Челябинск, Челябинская область, Россия                                  | UD6 (6)   | Яковенко в нокдауне в 3-м раунде. Счёт: 60-53 (все).                                                                                                   |
| 8   | 26 марта 2011    | Анатолий Сидоров (5-4-1)            | СК «Знамя», Ногинск, Московская область, Россия                         | RTD4 (6)  | |
| 7   | 23 февраля 2011  | Виктор Ицхак (3-2-1)                | ДС «Трактор», Челябинск, Челябинская область, Россия                    | RTD4 (6)  | |
| 6   | 27 января 2011   | Иван Каберкон (4-6)                 | Челябинск, Челябинская область, Россия                                  | TKO1 (8)  | |
| 5   | 10 декабря 2010  | Дмитрий Лавриненко (1-2)            | Тюмень, Тюменская область, Россия                                       | TKO4 (6)  | |
| 4   | 24 октября 2010  | Алексей Гулов (0-1)                 | Владикавказ, Северная Осетия, Россия                                    | TKO3 (4)  | |
| 3   | 5 августа 2010   | Эдуард Асланян (дебют)              | Владикавказ, Северная Осетия, Россия                                    | UD4 (4)   | |
| 2   | 8 июля 2010      | Джамал Надирбегов (дебют)           | Тольятти, Самарская область, Россия                                     | DQ4 (4)   | |
| 1   | 17 апреля 2010   | Бобир Норматов (0-7-1)              | Giant Hall, Casino Conti, Санкт-Петербург, Россия                       | UD4 (4)   | Счёт: 39-38, 40-37, 40-36. |
| Бой | Дата             | Соперник                            | Место проведения                                                        | Результат | Примечание |

## Титулы

### Региональные и второстепенные
- Титул WBC Youth Intercontinental в полусреднем весе (2011—2012).
- Титул WBC Baltic в полусреднем весе (2012).
- Титул WBC Youth World в полусреднем весе (2013).
- Титул NABF в полусреднем весе (2015—2016).
- Чемпион России в среднем весе (2018).